# Devade dubia
Devade dubia är en spindelart som beskrevs av Lodovico di Caporiacco 1934. Devade dubia ingår i släktet Devade och familjen kardarspindlar. Inga underarter finns listade i Catalogue of Life.